# Ronisia barbarula
Ronisia barbarula es una especie de himenópteros de la familia Mutillidae.
Las hembras de esta especie son muy semejantes a simple vista a las hembras de Ronisia ghilianii. Se pueden diferenciar por la mancha blanca de la cabeza, más redondeada en las ghilianii y con una forma característicamente triangular en las barbarula.